# Мак-Даффи (округ)
Мак-Да́ффи (англ. McDuffie County) — округ штата Джорджия, США. Население округа на 2000 год составляло 21 231 человек. Административный центр округа — город Томсон.

## История
Округ основан в 1870 году.

## География
Округ занимает площадь 673,4 км2.

## Демография
Согласно Бюро переписи населения США, в округе Мак-Даффи в 2000 году проживало 21 231 человек. Плотность населения составляла 31.5 человек на квадратный километр.